# Washington Luís
Washington Luís Pereira de Sousa (Macaé, Río de Janeiro, 26 de octubre de 1869-São Paulo, 4 de agosto de 1957) fue un abogado historiador y político brasileño. Fue el decimotercer presidente del Brasil, el último de la etapa conocida como la "República Vieja" (en portugués: República Velha) desde el 15 de noviembre de 1926 hasta el 24 de octubre de 1930. También ocupó el cargo de ser el décimo octavo presdidente del estado de São Paulo y el tercer alcalde (en portugués: prefeito) de la ciudad de São Paulo ejerciendo este cargo entre el 15 de enero de 1914 hasta el 15 de agosto de 1919.
Fue depuesto del cargo de presidente el 24 de octubre de 1930, veintiún días antes del término de su mandato, por un golpe militar liderado por el general Tasso Fragoso quien transfirió el poder, el 3 de noviembre, a las fuerzas político-militares comandadas por Getúlio Vargas en la denominada Revolución de 1930. Fue el creador del primer servicio de inteligencia del Brasil en 1928.
Su sobrenombre era Paulista de Macaé, ya que, a pesar de haber nacido en el estado de Río de Janeiro, su vida política se desarrolló enteramente en el estado de São Paulo. Fue llamado también como O estradeiro (en español: "El callejero"), y, durante la Revolución de 1930, como Doctor Barbado por sus opositores.

## Presidencia constitucional de la República
Al iniciar su gobierno se restableció el orden y la armonía social, especialmente en la rigurosidad en la designación de jueces y en el cumplimiento de la legalidad en los actos gubernativos. Se aumentó la red ferroviaria y telegráfica y se procuró estabilizar el cambio de la moneda.
El 3 de octubre de 1930, se produjo un movimiento revolucionario simultáneamente en Río Grande do Sul, Minas Gerais y Paraiba, con apoyo de los gobiernos de aquellos tres Estados, cuyo objetivo era impedir la toma de posesión de Julio Prestes, a quien el Congreso Nacional había reconocido como Presidente de la República para el cuatrienio 1930-1934.
El presidente Pereira de Sousa fue depuesto el 24 de octubre de 1930, 21 días antes del término de su mandato, por fuerzas político-militares comandadas por Getúlio Vargas, en la llamada Revolución de 1930. Se hizo cargo del gobierno una Junta Militar en Río de Janeiro, que de inmediato entregó el poder al líder de la revolución, Dr. Vargas.
Graduado en Derecho en 1891 por la Facultad de Derecho de São Paulo. Nombrado promotor público en Barra Mansa, renunció al cargo para dedicarse a la abogacía en Batatais, donde inició su carrera política. Como historiador, sus principales obras son: A Capitania de São Paulo y Na Capitania de São Vicente.